# David Šengelija
David Šengelija (nje. Dawit Schengelia, gru. დავით შენგელია, FIDE liste: David Shengelia) (Tbilisi, 6. ožujka 1980.) je gruzijsko-austrijski šahovski velemajstor. 
Rođen u Gruziji. U Austriji je studirao u Beču. Šahovski je trener u bečkoj šahovskoj školi. 
Međunarodni majstor od 2001., a velemajstor od 2005. godine. 
Za Gruziju je igrao do 2009., a za Austriju od 2009. godine.
Drugi je po rejtingu austrijski igrač. FIDE rejting mu je 2574, a u brzopoteznim kategorijama "rapid" 2482 i 2477 u kategoriji "blitz" siječnja 2017. godine. Siječnja 2017. najbolje je rangirani austrijski igrač.
Za austrijsku reprezentaciju igrao na šahovskim olimpijadama 2010., 2012. i 2014. kao i europskim prvenstvima 2009., 2011. i 2013. godine.

## Vanjske poveznice
- Partije Davida Šengelije na chessgames.com (engl.)